# Fonction hypertranscendante
Une fonction hypertranscendante ou fonction transcendantalement transcendante est une fonction analytique transcendante qui n'est solution d'aucune équation différentielle algébrique à coefficients entiers, à conditions initiales algébriques.

## Définition
Soit une fonction f solution d'une équation différentielle ordinaire d'ordre n à coefficients constants :
{\displaystyle a_{0}f(x)+a_{1}f^{\prime }(x)+a_{2}f^{\prime \prime }(x)+\dots +a_{n}f^{(n)}(x)=0}
où les ai sont entiers (ou rationnels).
Une telle fonction sera dite algébrique-transcendante ou différentielle-algébrique, de la même façon qu'être la racine d'un polynôme à coefficients entiers caractérise un nombre algébrique.
Une fonction hyper-transcendante est une fonction qui n'est pas différentielle-algébrique, c'est-à-dire qu'il n'existe aucune équation différentielle algébrique, telle que décrite ci-dessus, dont elle soit solution.
Le théorème de Hölder démontre en particulier que la fonction gamma est une fonction hypertranscendante. D'une manière générale, les fonctions hypertranscendantes apparaissent souvent comme solutions d'équations fonctionnelles.

## Exemples et contre-exemples
Une fonction hypertranscendante est nécessairement transcendante. Cela exclut donc immédiatement les fonctions algébriques telles que les polynômes ou les fractions rationnelles.
De plus, la plupart des fonctions usuelles telles que exponentielles, logarithmes, fonctions trigonométriques ou hyperboliques sont des fonctions transcendantes, mais ne sont pas hypertranscendantes, puisqu'elles apparaissent comme solutions des équations différentielles ordinaires du premier ou second ordre.
Les fonctions hypergéométriques généralisées, par exemple les fonctions de Bessel ne sont pas non plus hypertranscendantes.
En revanche, les fonctions zêta des corps de nombres algébriques, en particulier la fonction zêta de Riemann sont hypertranscendantes. Comme vu plus haut, la fonction gamma est également hyper-transcendante,.